# Der unheimliche Hulk vor Gericht
Der unheimliche Hulk vor Gericht (Originaltitel: The Trial of the Incredible Hulk) ist ein US-amerikanischer Fernsehfilm von Bill Bixby aus dem Jahr 1989. Der Film basiert auf der Marvel-Comicfigur Hulk und ist der zweite von drei Fernsehfilmen, die der Fernsehserie Der unglaubliche Hulk folgten. Die anderen beiden sind Die Rückkehr des unheimlichen Hulk von 1988 und Der Tod des unheimlichen Hulk von 1990.
In diesem Film tritt neben Hulk auch Marvel-Figur Daredevil auf. Ebenso hat Hulk-Erfinder Stan Lee seinen allerersten Cameo-Auftritt als Geschworener in Banners Traumsequenz im Gerichtssaal.

## Handlung
Der seit seinem Unfall mit einer Überdosis Gammastrahlen, sich, wenn er wütend wird, in Hulk verwandelnde Dr. David Bruce Banner ist noch immer auf der Suche nach Heilung gegen diese Verwandlungen. Ein Jahr nach seiner Begegnung mit Thor befindet sich David, nun mit Vollbart, bei Umgrabungsarbeiten, um etwas Geld für die Reise zu verdienen. Dabei wird er von den Kollegen provoziert, kann aber einen Ausbruch seines Alter Ego verhindern. Er lässt sich bezahlen und begibt sich auf die Weiterreise.
David kommt in eine Stadt, die immer wieder von Verbrechen, größtenteils durch den Großindustriellen Fisk angeführt, heimgesucht werden. Er nimmt sich ein Zimmer und will dann in die Stadt, um nach Arbeit zu suchen. Dabei kommt er an einem Juweliergeschäft vorbei, dass gerade von Fisks Männern ausgeraubt wird. Gleichzeitig erwacht der junge Anwalt Matt Murdock in seinem Haus und macht sich fertig für die Arbeit. Es stellt sich heraus, dass er blind ist. Inzwischen steigt David in eine U-Bahn, in die sich ebenfalls die zwei flüchtigen Räuber des Juwelierraubs retten. Auch eine Frau namens Ellie Mendez befindet sich dort. Während der Fahrt beleidigt und verscheucht der Blonde, Denny, einige Passagiere und wendet sich Ellie zu. David beobachtet dies und wird von Denny aufgefordert, ebenfalls zu verschwinden. Zunächst gewillt, besinnt sich David auf seine gute Seele und mischt sich ein, die Frau solle in Frieden gelassen werden. Der Kumpan Dennys greift David jedoch an, was seine Verwandlung auslöst, und der Hulk erwacht. Bei dem folgenden Handgemenge versucht Ellie, die Waffe aus Dennys Hand zu befördern, die einen Schuss auslöst und einen alten Mann trifft, sie selbst wird von Denny ausgeknockt. Dem Hulk gelingt es, die Frau zu retten und die Gangster zu verjagen. Anschließend flieht er in den U-Bahn-Tunnel, zwei Polizisten im Nacken. In einer abgelegenen Ecke verwandelt sich der Hulk in David zurück und wird von beiden Polizisten aufgegriffen und des Mordes verdächtigt verhaftet. Im Gefängnis trifft er auf seinen Anwalt, es ist Matt Murdock. Dieser erklärt, dass Ellie Mendez im Krankenhaus liege, aber behauptet, David sei der Angreifer gewesen, die Männer die Retter. Außerdem sei der ältere Mann gestorben. David dementiert dies, und beharrt auf seine Unschuld. Anschließend besucht Matt Ellie im Krankenhaus, die nochmal ihre Version von David als Angreifer erzählt. Als er sie wieder verlässt, telefoniert die Krankenschwester, die bei Ellie war, mit jemandem, was Matt aber hören kann, da sein Gehör die Augen ersetzt und dadurch geschärfter funktioniert.
Derweil unterhält sich Fisk mit seiner rechten Hand Edgar, dass Ellie Mendez ausgeschaltet werden müsse. In derselben Nacht erscheint die Krankenschwester, die Matt schon belauscht hat, und will Ellie vergiften, jedoch wird die plötzlich von einer dunkel gekleideten Gestalt unterbrochen. Im folgenden Kampf kann der Unbekannte die mörderische Krankenschwester ausschalten. Zur gleichen Zeit soll auch David als Zeuge beseitigt werden. Kurz vor der Ausführung von Fisks Handlanger wird David jedoch abgeholt und in ein Gespräch mit dem Gefängnisdirektor verwickelt, der ziemlich sauer wirkt. Am nächsten Morgen will Ellie mit Matt sprechen und die Anschuldigungen gegen David zurücknehmen. Ehe dieser jedoch bei ihr eintrifft, gelingt es Fisks Männern, Ellie zu entführen. Edgar ist sofort von ihr angetan.
Am nächsten Morgen besprechen Matt und seine Begleiterin das Gerichtsverfahren gegen David. Dieser weiht die beiden in sein Geheimnis ein, da er befürchtet, dass er dem Stress nicht standhalten und sich verwandeln könnte. Matt hält seine Verwandlung allerdings zunächst für eine psychische Verwandlung. In der folgenden Nacht träumt David von der Gerichtsverhandlung und wie er sich tatsächlich verwandelt. Verschreckt durch den Alptraum setzt bei David tatsächlich eine Verwandlung ein, durch die er aus dem Gefängnis ausbrechen kann. Matt untersucht den Tatort und weiß, wen er fragen kann, wo sich David befindet. Die unbekannte Gestalt aus dem Krankenhaus befragt einen alten Bekannten, und daraufhin kann diese David ausfindig machen, der sich inzwischen rasiert hat, und im Begriff ist, zu verschwinden. Es stellt sich heraus, dass der Unbekannte Matt Murdock ist, der als Daredevil (in der deutschen Fassung: „der Ritter“) mit übermenschlichen Kräften gegen das Böse und ganz besonders gegen Fisk kämpft. Matt beruhigt ihn, dass er nun nicht länger glaubt, dass er schuldig ist, sondern vielmehr an seine Unschuld glaubt. Er lädt David zu sich nach Hause ein, um ihn zu verstecken. Matt erzählt ihm, wie er zu Daredevil wurde: Als kleiner Junge wurde er in einen LKW Unfall verwickelt, der mit Chemikalien beladen war, und Matt von diesen getroffen. Er verlor sein Augenlicht, seine anderen Sinne verschärften sich jedoch. Kurz darauf kommt eine Nachricht für Matt alias Daredevil, das Ellie in einer Lagerhalle gefangen gehalten wird. Jedoch erweist sich das als Falle Fisks, und Matt wird von dessen Handlanger übel zugerichtet, während Ellie wieder fortgebracht wird. David, der Matt heimlich gefolgt ist, verwandelt sich, um Matt zu retten. Der erlebt die Rückverwandlung des Hulk in David mit und begreift endlich, was David mit seiner Verwandlung meinte. Dieser pflegt Matt eine Weile, welcher seine Identität als Daredevil an den Nagel hängen will. David gelingt es jedoch, ihn zu überzeugen, weiterzumachen, und vor allem Ellie zu retten.
Als Matt wieder zu Kräften kommt, begibt er sich mit David in den Fisk Tower, wo Fisk sich gerade mit dem „Tod“ Daredevils vor anderen Gangsterchefs brüstet. David gelingt es, Ellie ausfindig zu machen, die sich erneut gegen Denny erwehren muss, aber von Edgar gerettet wird, der die Seiten wechselt, weil er sich in Ellie verliebt hat. Gleichzeitig greift Daredevil Fisk während dessen Demonstration an, was die anderen Gangster erzürnt. Nach einem Kampf mit Fisks Handlanger kann dieser allerdings entkommen. Ellie sorgt dafür, das David rehabilitiert wird, und dieser verabschiedet sich mit den Worten, dass er einen Freund gefunden hat. David beschließt, weiter nach Heilung zu suchen und begibt sich wieder auf die Reise.

## Trivia
Im Gerichtssaal kann man Stan Lee in seinem allerersten Cameo sehen. Er spielt einen der Geschworenen während des Verfahrens.
Der Film beginnt, anders als im Vorgänger und der Serie, nicht mehr mit dem Intro, sondern mit einer durch Banner selbst erzählten Einleitung und Rückblicke auf den Pilotfilm.

## Kritiken
„Fortsetzung einer wenig originellen Filmversion des populären Science-Fiction-Comic, die im Kino als ‚Der unglaubliche Hulk‘ eingesetzt wurde.“